# Ocean Star (yacht)
Le S/Y Ocean Star est une goélette à gréement bermudien et voile aurique C'est un navire-école appartenant à l'organisation de formation à la voile Seamester (en) Global Programs qui opère aussi avec le S/Y Argo.
Certifié par le Maritime and Coastguard Agency il opère  essentiellement dans la Mer des Caraïbes.
Son port d'attache actuel est Road Harbor  sur l'île de Tortola (Îles Vierges britanniques).

## Histoire
Le S/Y Ocean Star a été construit par la société Howdy Bailey Yacht Services  à Norfolk en Virginie et lancé en 1991 comme navire-école pour Ocean Navigator Magazine en naviguant entre le Canada et les Caraïbes au départ de la Nouvelle-Angleterre (USA) en été et du Golfe du Mexique en hiver.
Après une vaste remise en état en 1999, l'Ocean Star  a été rachetée par la Seamester Global Programs  pour accueillir des adolescents en formartion de navigation à la voile et de plongée sous-marine.